# Società Ginnastica Pro Vercelli 1912-1913
Questa pagina raccoglie le informazioni riguardanti la Società Ginnastica Pro Vercelli nelle competizioni ufficiali della stagione 1912-1913.

## Rosa
| N. |                   | Ruolo | Calciatore                    |
| -- | ----------------- | ----- | ----------------------------- |
|    | Italia (bandiera) | A     | Alessandro Ajmone Marsan (II) |
|    | Italia (bandiera) | C     | Guido Ara                     |
|    | Italia (bandiera) | A     | Felice Berardo (II)           |
|    | Italia (bandiera) | P     | Ettore Berra                  |
|    | Italia (bandiera) | D     | Angelo Binaschi               |
|    | Italia (bandiera) |       | Luca Bossola (I)              |
|    | Italia (bandiera) | A     | Carlo Corna (I)               |
|    | Italia (bandiera) | A     | Pietro Ferraro (I)            |
|    | Italia (bandiera) | A     | Vincenzo Fresia               |
|    | Italia (bandiera) | P     | Gattone                       |
|    | Italia (bandiera) | P     | Giovanni Innocenti            |

| N. |                   | Ruolo | Calciatore              |
| -- | ----------------- | ----- | ----------------------- |
|    | Italia (bandiera) | C     | Pietro Leone (I)        |
|    | Italia (bandiera) | A     | Felice Milano (II)      |
|    | Italia (bandiera) | C     | Giuseppe Milano (I)     |
|    | Italia (bandiera) | A     | Alessandro Rampini (II) |
|    | Italia (bandiera) | A     | Carlo Rampini (I)       |
|    | Italia (bandiera) |       | Eugenio Salvaneschi     |
|    | Italia (bandiera) |       | Sandri                  |
|    | Italia (bandiera) | A     | Enrico Tacchini         |
|    | Italia (bandiera) | D     | Modesto Valle           |
|    | Italia (bandiera) | A     | Vittorio Zorzoli        |

## Risultati

### Prima Categoria

#### Girone piemontese

##### Girone di andata
| Arbitro: | Pasteur (Genova) |

|               |           |  |
| Rampini I 12’ | Marcatori |  |

| Arbitro: | Radice (Milano) |

|  |           |                     |
|  | Marcatori | 81’ (aut.) Capra II |

| Arbitro: | Radice (Milano) |

|                                                             |           |  |
| Ferrara ?’, ?’ Rampini I ?’, ?’, ?’ (rig.) Fresia Milano II | Marcatori |  |

| Arbitro: | Pasteur (Genova) |

|   |           |                            |
| ? | Marcatori | Ferraro, Fresia, Rampini I |

| Arbitro: | Radice (Milano) |

|  |           |                                                  |
|  | Marcatori | 30’ Rampini I 54’ Corna 75’ Ferraro 88’ Milano I |

##### Girone di ritorno
| Casale Monferrato 26 gennaio 1913 6ª giornata | Casale          | 0 – 0 | Pro Vercelli | Campo Sportivo Priocco\| Arbitro: \| Radice (Milano) \| |
| Arbitro:                                      | Radice (Milano) |       |              |                                                         |

| Arbitro: | Meazza (Milano) |

|                               |           |                 |
| Rampini I Ferraro I V. Fresia | Marcatori | .’ (rig.) Rubli |

| Arbitro: | Hess (Torino) |

|  |           |                                                        |
|  | Marcatori | 23’, 31’ Corna 44’ Tacchini 61’ Ara 64’, 69’ Milano II |

| Vercelli 16 febbraio 1913 9ª giornata | Pro Vercelli     | 3 – 0 | Piemonte | Campo piazzale Conte di Torino\| Arbitro: \| Scamoni (Torino) \| |
| Arbitro:                              | Scamoni (Torino) |       |          |                                                                  |

| Arbitro: | Laugeri (Torino) |

|                              |           |  |
| Rampini I 10’, 75’ Corna 30’ | Marcatori |  |

### Finali nord

#### Girone d'andata
| Arbitro: | Valvassori (Torino) |

|                    |           |  |
| Ara 9’ Zorzoli 46’ | Marcatori |  |

| Arbitro: | Resegotti (Milano) |

|  |           |                                         |
|  | Marcatori | 21’, 50’, 82’, 86’ Tacchini 78’ Zorzoli |

| Arbitro: | Valvassori (Torino) |

|                                      |           |  |
| Rampini I 10’ 55’ Berardo 68’ (rig.) | Marcatori |  |

| Arbitro: | Scamoni (Torino) |

|  |           |                    |
|  | Marcatori | ?’ (aut.) Casanova |

#### Girone di ritorno
| Milano 13 aprile 1913 5ª giornata | Milan            | 0 – 0 | Pro Vercelli | Campo Milan Porta Monforte\| Arbitro: \| Goodley (Torino) \| |
| Arbitro:                          | Goodley (Torino) |       |              |                                                              |

| Arbitro: | Calì (Genova) |

|                                                             |           |  |
| Ferrara 11’ Rampini I 62’ (rig.), 75’ (rig.) Berardo II 86’ | Marcatori |  |

| Arbitro: | Meazza (Milano) |

|  |           |                      |
|  | Marcatori | Rampini I 60’ (rig.) |

| Arbitro: | Meazza (Milano) |

|                                   |           |           |
| Milano I Fresia Rampini I Berardo | Marcatori | Dellacasa |

### Finalissima
| Arbitro: | Pippo (Genova) |

|                                                                  |           |  |
| Berardo (II) 8’ e 90’ Rampini I 38’ Milano I 79’ Corna 82’ e 83’ | Marcatori |  |